# Kazachstan na Zimowych Igrzyskach Olimpijskich 2006
Kazachstan na Zimowych Igrzyskach Olimpijskich 2006 reprezentowało 56 zawodników. Był to czwarty start Kazachstanu na zimowych igrzyskach olimpijskich.

## Wyniki reprezentantów Kazachstanu

### Biathlon
Mężczyźni
- Aleksandr Czerwiakow

sprint – 57. miejsce
bieg pościgowy – 53. miejsce
bieg indywidualny – 73. miejsce
Kobiety
- Anna Lebiediewa

sprint – 52. miejsce
bieg pościgowy – LAP
bieg indywidualny – 49. miejsce

### Biegi narciarskie
Mężczyźni
- Dmitrij Jeremienko

15 km stylem klasycznym – 30. miejsce
30 km stylem łączonym – 44. miejsce
- Andriej Gołowko

15 km stylem klasycznym – 37. miejsce
30 km stylem łączonym – 29. miejsce
50 km stylem dowolnym – 29. miejsce
- Andriej Kondroszew

30 km stylem łączonym – 60. miejsce
50 km stylem dowolnym – 54. miejsce
- Denis Kriwuszkin

50 km stylem dowolnym – 37. miejsce
- Maksim Odnoworcew

15 km stylem klasycznym – 36. miejsce
30 km stylem łączonym – 9. miejsce
50 km stylem dowolnym – 13. miejsce
- Aleksiej Połtoranin

15 km stylem klasycznym – 39. miejsce
- Nikołaj Czebot´ko

sprint – 35. miejsce
- Siergiej Czeriepanow

sprint – 55. miejsce
- Jewgienij Safonow

sprint – 45. miejsce
- Jewgienij Koszewoj

sprint – 14. miejsce
- Andriej Gołowko
Dmitrij Jeriemienko
Maksim Odnoworcew
Jewgienij Koszewoj

sztafeta – 13. miejsce
Kobiety
- Jelena Antonowa

10 km stylem klasycznym – 42. miejsce
- Natalija Isaczenko

sprint – 45. miejsce
10 km stylem klasycznym – 42. miejsce
30 km stylem dowolnym – 42. miejsce
- Oksana Jacka

sprint – 46. miejsce
15 km stylem łączonym – 41. miejsce
30 km stylem dowolnym – 15. miejsce
- Jelena Kołomina

sprint – 46. miejsce
15 km stylem łączonym – 25. miejsce
30 km stylem dowolnym – 19. miejsce
- Swietłana Małachowa-Szyszkina

10 km stylem klasycznym – 14. miejsce
15 km stylem łączonym – 12. miejsce
30 km stylem dowolnym – 40. miejsce
- Jewgienija Wołoszenko

10 km stylem klasycznym – 40. miejsce
15 km stylem łączonym – 50. miejsce
- Daria Starostina

sprint – 60. miejsce
- Oksana Jacka
Jewgienija Wołoszenko
Jelena Kołomina
Swietłana Małachowa-Szyszkina

sztafeta – 13. miejsce

### Hokej na lodzie
Mężczyźni
- Witalij Jeriemiejew
- Witalij Kolesnik
- Kirył Zinowiew
- Władimir Antipin
- Artiom Argokow
- Jewgienij Błochin
- Aleksiej Koledajew
- Oleg Kowalenko
- Jewgienij Pupkow
- Andriej Sawienkow
- Denis Szemielin
- Aleksiej Wasilczenko
- Siergiej Aleksandrow
- Dmitrij Dudariew
- Aleksandr Korieszkow
- Jewgienij Korieszkow
- Andriej Ogorodnikow
- Fiodor Poliszczuk
- Andriej Samochwałow
- Konstantin Szafranow
- Andriej Troszczinski
- Dmitrij Upper

turniej – 5. miejsce w grupie B. – 1 wygrana, 4 porażki

### Łyżwiarstwo szybkie
Mężczyźni
- Dmitrj Babienko

5000 m – 23. miejsce
- Aleksiej Bieliajew

1500 m – 39. miejsce
- Aleksandr Żygin

500 m – 34. miejsce
1000 m – 36. miejsce
Kobiety
- Natalija Rybakowa

3000 m – 28. miejsce

### Narciarstwo alpejskie
Kobiety
- Wiera Jeriemienko

slalom – 36. miejsce
slalomgigant – 47. miejsce
Mężczyźni
- Wiktor Riabczenko

slalom – DNF
slalomgigant – 33. miejsce

### Narciarstwo dowolne
Mężczyźni
- Dmitrij Rejcherd

jazda po muldach – 33. miejsce
Kobiety
- Julija Rodionowa

jazda po muldach – 28. miejsce
- Darja Rybałowa

jazda po muldach – 25. miejsce

### Skoki narciarskie
Mężczyźni
- Iwan Karaułow

skocznia normalna – 46. miejsce
skocznia duża – 46. miejsce
- Nikołaj Karpienko

skocznia normalna – DSQ
skocznia duża – 48. miejsce
- Aleksiej Korolow

skocznia normalna – 48. miejsce
skocznia duża – 41. miejsce
- Radik Żaparow

skocznia normalna – 26. miejsce
skocznia duża – 31. miejsce
- Iwan Karaułow
Nikołaj Karpienko
Aleksiej Korolow
Radik Żaparow

turniej drużynowy – 12. miejsce